# Iota Orionis
Nair Al Saif ist der Eigenname des Sterns ι Orionis (Iota Orionis, arabisch نير السيف, DMG Nair as-Saif ‚Der Helle im Schwert‘) auch bekannt unter dem Namen Hatysa. Der Stern steht 5° südlich des Oriongürtels und 0,5° südlich des Orionnebels (M42). Er ist ein schon in kleinen Fernrohren trennbarer Doppelstern mit einem +2,77 mag hellen Stern der Spektralklasse O9III und einem +6,9 mag hellen Begleiter des Spektraltyps B7. Der Begleiter befindet sich in einem Winkelabstand von 11,3" bei einem Positionswinkel von 141 Grad bezüglich des Hauptsterns. Nair Al Saif ist ca. 1325 Lichtjahre von der Erde entfernt (Hipparcos-Datenbank).
Im Achtzöller ist noch ein dritter schwacher Stern in etwa 50" Abstand zu sehen.